# دایفوکو
دایفوکو (به ژاپنی: 大福 Daifuku) یا دایفوکو موچی، یک نوع واگاشی یا شیرینی ژاپنی است. این شیرینی شامل یک لایه نازک موچی یا برنج چسبناک است که با مواد شیرین به‌ویژه از آن (پوره لوبیا) که از لوبیای آزوکی به دست می‌آید، پر شده است.